# Fadel Settara
Fadel Settara est un footballeur international algérien né le 18 mai 1975 à Skikda. Il évoluait au poste d'avant centre.

## Biographie
Fadel Settara reçoit deux sélections en équipe d'Algérie. Il joue son premier match en équipe nationale le 30 juin 2001, contre la Namibie. Il se met en évidence lors de cette rencontre en inscrivant un but. Ce match gagné sur le score de 4-0 rentre dans le cadre des éliminatoires du mondial 2002. Il joue son second match le 16 octobre 2001, en amical contre le Burkina Faso (victoire 2-0).
En club, il joue principalement avec la JSM Skikda et le CR Belouizdad.
Il inscrit sept buts en première division algérienne avec l'équipe de Belouizdad lors de la saison 1999-2000. Il remporte, avec cette équipe, deux titres de champion d'Algérie.
Il participe à trois reprises à la Ligue des champions d'Afrique, en 2001, 2002 et enfin 2003. Il atteint, avec l'USM Alger, les demi-finales de cette compétition en 2003, en étant éliminé par le club nigérian d'Enyimba.

## Palmarès
- Champion d'Algérie en 2000 et 2001 avec le CR Belouizdad
- Vice-champion d'Algérie en 1999 avec le CR Belouizdad
- Vice-champion d'Algérie en 2004 avec l'USM Alger
- Finaliste de la Coupe d'Algérie en 2003 avec le CR Belouizdad
- Vainqueur de la Coupe d'Algérie en 2004 avec l'USM Alger
- Vainqueur de la Coupe de la Ligue d'Algérie en 2000 avec le CR Belouizdad